# Barbara Kowalska (historyczka)
Barbara Kowalska (ur. w Radomsku) – polska historyczka mediewistka, prorektorka Uniwersytetu Jana Długosza w Częstochowie.

## Życiorys
W 1996 ukończyła studia historyczne na Wydziale Filologiczno-Historycznym Wyższej Szkoły Pedagogicznej w Częstochowie. W 2006 doktoryzowała się na Akademii im. Jana Długosza w Częstochowie, przedstawiwszy napisaną pod kierunkiem Marka Cetwińskiego dysertację Święta Kinga – rzeczywistość i legenda. Studium źródłoznawcze. W 2019 otrzymała na Uniwersytecie Humanistyczno-Przyrodniczym im. Jana Długosza w Częstochowie stopień doktor habilitowanej nauk humanistycznych w dyscyplinie historia na podstawie dzieła W poszukiwaniu symboliki Długoszowych Roczników.
Od 1996 związana zawodowo z macierzystą uczelnią. Pełniła bądź pełni szereg funkcji, m.in. zastępczyni dyrektora ds. dydaktycznych, Instytutu Historii, prodziekanki Wydziału Humanistycznego, prorektorki ds. organizacji i rozwoju w kadencji 2024–2028.
Jej zainteresowania badawcze obejmują: historię średniowieczną, w tym hagiografia tego czasu, dzieje Kościoła, średniowieczny ruch monastyczny; historia mentalności; symbolika kultury średniowiecznej.
Wiceprezeska Polskiego Towarzystwa Historycznego Oddział w Częstochowie.

## Publikacje książkowe
- Święta Kinga – rzeczywistość i legenda. Studium źródłoznawcze, Kraków 2008.
- W poszukiwaniu symboliki Długoszowych „Roczników…”, Częstochowa 2017.